# Mazda CX-3
La Mazda CX-3 est un crossover citadin produit par le constructeur automobile japonais Mazda depuis 2014. Il est dévoilé au salon de Genève 2015 et est commercialisé en France de septembre 2015 à début 2022 en France.

## Histoire

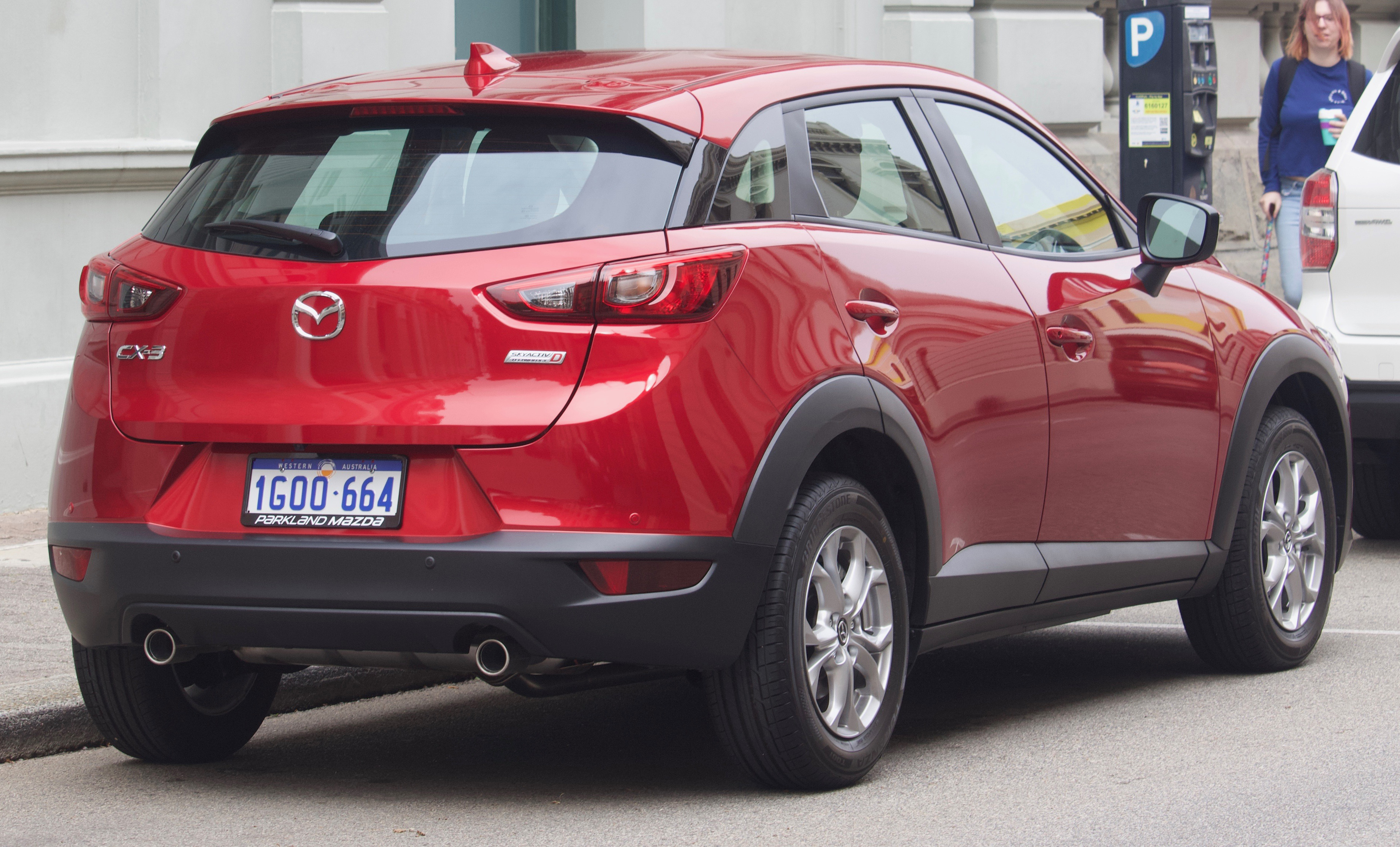

La production est lancée en décembre 2014 à l'usine Mazda Ujina 1 située à Hiroshima, la ville d'origine de la marque japonaise.
Le Mazda CX-3 est commercialisé le 1er septembre 2015 en France. Il reprend la plate-forme technique et la planche de bord de sa petite sœur la Mazda 2, et les motorisations de la Mazda 3. Mazda, en développant sa technologie SkyActiv, n'a pas opté pour des moteurs turbocompressés en version essence. En revanche, il a amélioré le taux de compression en le passant à 14:1.
En octobre 2015, Mazda commence à fabriquer le CX-3 dans son usine AutoAlliance Thailand (AAT) située à Pluak Daeng (province de Rayong, en Thaïlande).
Dès décembre 2016, une partie de la production du site d'Hiroshima est transférée à l'usine Mazda H1 de Hōfu, elle aussi située au Japon, et elle est stoppée en décembre 2021.

### Phase 2
En 2017, le CX-3 reçoit un léger restylage avec une mise à jour technologique et quelques modifications techniques notamment sur les suspensions. On note l'arrivée du système de reconnaissance des panneaux de signalisation ou aide au freinage intelligent en mode urbain. Les versions à quatre roues motrices reçoivent le système i-ACTIV AWD.

### Phase 3
Fin mars 2018, Mazda présente au Salon de New York le second restylage de la CX-3. Celui-ci reçoit une calandre à doubles lamelles, des jantes de 18 pouces inédites, un éclairage 100 % diodes adaptatif et un frein à main électrique sur les versions hautes.
La production destinée à l'Europe cesse fin 2021, mais l'assemblage du véhicule se poursuit pour les autres marchés.

## Motorisations
À l'occasion du salon de New York 2018, Mazda annonce le remplacement du moteur diesel 1,8 litre par un diesel de 2,2 litres pour l'été.
| Cylindrée (cm³)                                   | 1 998               | 1 998               | 1 998               | 1 998               | 1 796              | 1 796              | 1 796              | 1 796              | 2 191              | 2 191              |                    |                    |
| Architecture                                      | 4-cylindres essence | 4-cylindres essence | 4-cylindres essence | 4-cylindres essence | 4-cylindres diesel | 4-cylindres diesel | 4-cylindres diesel | 4-cylindres diesel | 4-cylindres diesel | 4-cylindres diesel | 4-cylindres diesel | 4-cylindres diesel |
| Puissance maximale ch (kW)                        | 121 (88)            | 121 (88)            | 150 (110)           | 150 (110)           | 115 (85)           | 115 (85)           | 115 (85)           | 115 (85)           | 150 (110)          | 150 (110)          |                    |                    |
| au régime de (tr/min)                             | 6 000               | 6 000               | 6 000               | 6 000               | 1 600 à 2 600      | 1 600 à 2 600      | 1 600 à 2 600      | 1 600 à 2 600      | 4 500              | 4 500              |                    |                    |
| Couple maximal (N m)                              | 206                 | 206                 | 206                 | 206                 | 270                | 270                | 270                | 270                | 380                | 380                |                    |                    |
| au régime de (tr/min)                             | 2 800               | 2 800               | 2 800               | 2 800               | 1 600 à 2 600      | 1 600 à 2 600      | 1 600 à 2 600      | 1 600 à 2 600      | 1 800              | 1 800              |                    |                    |
| Boîte de vitesses                                 | BVM 6               | BVA 6               | BVM 6               | BVA 6               | BVM 6              | BVA 6              | BVM 6              | BVA 6              | BVM 6              | BVA 6              |                    |                    |
| Transmission                                      | Traction            | Traction            | Intégrale           | Intégrale           | Traction           | Traction           | Intégrale          | Intégrale          | Intégrale          | Intégrale          |                    |                    |
| Vitesse maximale (km/h)                           | 192                 | 187                 | 200                 | 195                 | 184                | 183                | 181                | 179                | 210                | 201                |                    |                    |
| 0-100 km/h (s)                                    | 9,0                 | 9,9                 | 8,8                 | 9,7                 | 9,9                | 11,0               | 10,5               | 11,5               | 8.1                | 9.0                |                    |                    |
| Consommation (ℓ/100 km) urbain/extra-urbain/mixte | 5,4/6,2/7,5         | 5,5/6,1/7,2         | 6,1/7,0/8,5         | 6,1/6,7/7,7         | 4,1/4,4/4,8        | 4,7/4,9/5,3        | 4,5/4,8/5,4        | 5,0/5,2/5,6        | 4.1                | 4.8                |                    |                    |
| Émissions de CO2 (g/km)                           | 141                 | 140                 | 160                 | 152                 | 114                | 129                | 126                | 137                |                    |                    |                    |                    |

## Finitions
En 2015, Mazda propose 3 niveaux de finitions :
- Élégance
- Dynamique
- Sélection

La version Sélection propose des sièges en simili cuir noir, un affichage tête haute, des jantes de 18 pouces, la gestion automatique des feux de route, un système audio Bose avec 7 haut-parleurs, et de multiples aides à la conduite, absentes des deux premières finitions (régulateur de vitesse adaptatif, reconnaissance active d'obstacles mobiles en marche arrière, caméra de recul). L'habillage intérieur en cuir blanc et gris est disponible en option.

### Séries spéciales
- Signature
- Urban Design
- Exclusive Edition
- 100e anniversaire (2020)[8]